# Demax Medical
Demax Medical  (puni naziv Demax Medical Technology Co. Ltd) je kompnija nastala zajedničkim ulaganjem kineskih i australijskih investitora, sa sedištem u Pekingu u NR Kini. Prevashodno se bavi dizajniranjem i proizvodnjom medicinskih uređaja za jednokratnu upotrebu koji se koriste u interventnoj kardiologiji, radiologiji i drugim oblastima medicine.  

## Istorija
Demak Medical Technologi Co., Ltd. „Peking“, osnovana je u novembru 2004. godine, kao korporacija koja se bavi dizajnom, proizvodnjom i prodajom sterilnih medicinskih uređaja za jednokratnu upotrebu.
Započela je svoje postojanje sa 14 miliona bruto investicija i 10 miliona registrovanog kapitala. 
Unutar ukupne površine kompanije od 1.200 m2, proizvodna površina je 300 m2 čiste sobe klase 100K koja ima 300K kom proizvodnih kapaciteta. Na ukupnoj površini kompanije od 4.808m2, čista soba klase 100K prostire se na više od 750 m2, a čista soba klase 10K pokriva preko 400m2. Godišnja proizvodnja bila je plnairana na kao 800.000 komada proizvoda.
Glavni proizvodi su PTCA dodaci, uključujući kontrolne špriceve, razvodnike, I spojnice, vodove pritiska u uvodniku omotača itd.,koji se koriste za angiografiju, balon dilataciju, implantaciju stenta tokom PTCA intervencije.

## Organizacija
Kompanija ma tri odeljenja: 
- proizvodnja medicinskih uređaja,
- ekstruzija cevi malog lumena
- izrada malih kalupa

## Galerija
- Medical Devices Manufacturing
- Perfit Mould
- Custom Tube Extrusion

## Spoljašnje veze
- Demax Medical Technology Co,.Ltd — Веб страница компаније (језик: енглески)